# Julio Borbon
Julio Borbon (Bangued, 19 juli 1879 - ?) was een Filipijns politicus.

## Biografie
Julio Borbon werd geboren op 19 juli 1879 in Bangued in de Filipijnse provincie Abra. Zijn ouders waren Escolastico Borbon en Melchora Villamor. Hij studeerde rechten in de Filipijnse hoofdstad Manilla. In 1905 werd Borbon toegelaten tot de Filipijnse balie. Tijdens zijn studietijd gedurende de Spaanse koloniale tijd was Borbon werkzaam als klerk in de Spaanse koloniale overheid. In de Filipijnse Revolutie maakte hij als luitenant deel uit van het Filipijnse revolutionaire leger.
Na de Filipijns-Amerikaanse Oorlog was Villamor enige tijd lid van het provinciaal bestuur van Abra. In 1912 werd Borbon namens het 3e kiesdistrict van Ilocos Sur gekozen in het Filipijns Huis van Afgevaardigden als een van de leden van de 3e Filipijnse Legislatuur. Op 10 juli 1934 werd Borbon gekozen als afgevaardigde van Abra op de Constitutionele Conventie.
Borbon was getrouwd met Carmen Garcia en kreeg met haar drie kinderen.